# 宮崎県立都城さくら聴覚支援学校
宮崎県立都城さくら聴覚支援学校（みやざきけんりつ みやこのじょうさくらちょうかくしえんがっこう）は、宮崎県都城市都原町にある県立聴覚特別支援学校。

## 概要
歴史
1927年（昭和2年）に牟田町で歯科医をしていた富田保助が、聴覚障害を持つ長女のために聾教育を思い立ち自宅に創立した「都城市聾話学院」を前身とする。1935年（昭和10年）に「宮崎県立聾学校」に改称。現校名になったのは2008年（平成20年）。2012年（平成24年）に創立85周年を迎えた。
設置学部
- 幼稚部
- 小学部
- 中学部
- 高等部

校訓
「豊かな心・強い心・感謝の心」
校章
創立50周年を記念して1977年（昭和52年）に制定された。雲、ひし形と4つの円を組み合わせて、中央に校名の「都」の文字を置いている。
校歌
歌詞は2番まであり、校名は歌詞中に登場しない。

## 沿革
- 1927年（昭和2年）9月 - 富田保助が「都城市聾話学院」を設立し、口話式聾教育を開始。
- 1929年（昭和4年）2月 -「都城聾話学校」（私立学校）に改称。
- 1930年（昭和5年）11月8日 - 牟田町二厳寺橋近くの田の中に校舎が完成[1]。
- 1931年（昭和6年）4月1日 - 「宮崎県代用聾話学校」に改称[1]。
- 1935年（昭和10年）4月1日 - 県立移管により「宮崎県立聾学校」に改称。創立者の富田保助が初代校長に就任。
- 1948年（昭和23年）4月1日 - 盲聾学校が義務制となる。延岡分校を設置。
- 1949年（昭和24年）
  - 4月1日 - 高等部を設置。
  - 12月 - 都城市横市松元堀に新校舎が完成し移転を完了。
- 1951年（昭和26年）10月 - 理容師養成施設として指定される。
- 1954年（昭和29年）4月 - 寄宿舎の一部をろうあ児施設の宮崎県立高千穂学園に移管。
- 1955年（昭和30年）4月 - 延岡分校が分離し、宮崎県立延岡ろう学校として独立したため、「宮崎県立都城ろう学校」と改称。
- 1967年（昭和42年）9月1日 - 幼稚部（5歳児）を設置。
- 1969年（昭和44年）4月1日 - 幼稚部に4歳児学級を設置。
- 1972年（昭和47年）3月 - プールが完成。
- 1974年（昭和49年）4月1日 - 幼稚部に3歳児学級を設置。
- 1977年（昭和52年）9月 - 校旗を制定。
- 1999年（平成11年）1月 - 校舎の大規模改造を実施。
- 2002年（平成14年）4月1日 - 高等部理容科を廃止し、高等部普通科を設置。
- 2006年（平成18年）3月31日 - 高等部産業工芸科を廃止。
- 2007年（平成19年）4月1日 - 学校教育法の改正により、特別支援教育を開始。
- 2008年（平成20年）4月1日 -「宮崎県立都城さくら聴覚支援学校」（現校名）に改称。

## 交通
最寄りの鉄道駅
- JR九州 日豊本線 「西都城駅」

最寄りのバス停
- 宮崎交通 「都原」バス停で下車。

最寄りの幹線道路
- 宮崎県道31号都城霧島公園線

## 周辺
- 宮崎県立都城西高等学校
- 都城高等学校
- 宮崎県立都城きりしま支援学校
- 都城市立西中学校